# Société des auteurs, compositeurs et éditeurs de musique
La Société des auteurs, compositeurs et éditeurs de musique (SACEM) è un'associazione professionale francese che raccoglie i pagamenti dei diritti degli artisti e distribuisce i diritti ai cantautori, compositori ed editori musicali originali. Fondata nel 1851, è un ente non commerciale senza scopo di lucro di proprietà e gestita dai suoi membri secondo il modello imprenditoriale di una cooperativa.

## Storia
I compositori Ernest Bourget, Victor Parizot e Paul Henrion a Parigi nel 1847 riuscirono ad ottenere i pagamenti per le loro opere che erano state suonate nel primo caffè-concerto dell'epoca, Les Ambassadeurs. I tribunali francesi riconobbero questi diritti legittimi fondati sulle leggi rivoluzionarie. Fu così istituita nel 1851 l'unione provvisoria di autori, compositori ed editori di musica e un anno dopo, l'unione professionale divenne una società (société civile) di autori, compositori ed editori che divideva i diritti d'autore raccolti tra i membri e questa regola è stata mantenuta fino ai giorni nostri.
La SACEM contava all'inizio 350 membri quando fu fondata nel 1850, distribuita tra autori, compositori ed editori di musica. Questo periodo fu caratterizzato dall'inizio della rivoluzione urbana, dalla crescita delle metropoli e dalla progressione e moltiplicazione dei caffè-concerto. Un secolo dopo la fondazione della SACEM, il numero dei suoi membri si era moltiplicato per 170. Nel 1963 la SACEM mise in campo un'azione culturale per aiutare la creazione musicale, la diffusione di opere e l'integrazione di giovani professionisti. Ogni anno, oltre un milione di opere vengono registrate presso la SACEM.

## Grands Prix Sacem
Ogni anno, a seguito del voto del Consiglio di amministrazione,  vengono assegnati i Grands Prix Sacem a autori, autori-direttori d'orchestra, compositori ed editori musicali che sono membri della Sacem. Dal 2006 la cerimonia festeggia i contributi eccezionali per i cantautori, l'editoria musicale, l'umorismo e la musica classica contemporanea.